# Tor (Heraldik)

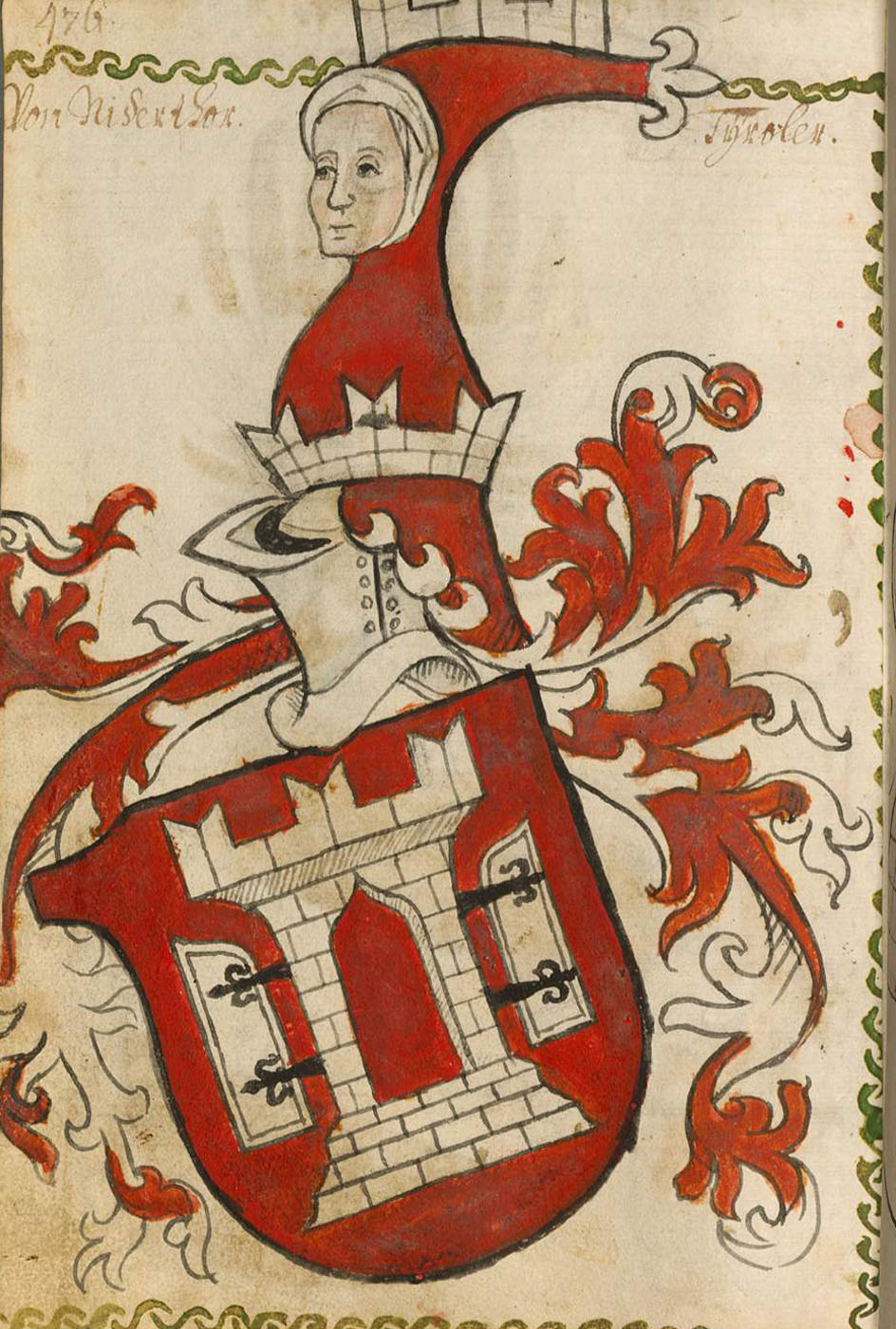
Wappen des Adelsgeschlechts von Niedertor, Scheiblersches Wappenbuch

Magdeburg mit offenen Türen und gezogenem Gatter

Bydgoszcz (Bromberg) mit zweiflügligem Tor, goldenen Beschlägen und goldenem gezogenem Gitter; der rechte Torflügel ist geöffnet

Das Tor, auch Portal, ist in der Heraldik eine gemeine Figur und dadurch eine Wappenfigur. Seltener wird auch die Benennung Pforte verwendet. Die Figur gehört zu den häufigen Wappenbildern. Ein offenes Tor einer Gemeinde/Stadt wird gern als weltoffen interpretiert.
Das Tor kann einzeln oder in einem anderen Bauwerk, wie Mauer, Burg, Kastell oder Turm, dargestellt werden. Bei der Wappenbeschreibung ist das ein wesentlicher Punkt. 
Die Heraldik macht zudem folgende Unterschiede:
- Das Tor ist offen oder geschlossen
- Das Tor hat eine oder zwei Türen. Zwei Türen, geschlossen, werden durch eine Linie in der Mitte des Tores dargestellt.
- Das geöffnete Tor ist türlos/torlos oder es werden je links und rechts ein Flügeltor/Tür dargestellt.
- Das Tor ist mit einem geschlossenen (zu) oder gezogenem (offen) Gitter dargestellt. Hier ist auch die Farbe des Gatters wichtig. Auch sind gelegentlich offene Türen möglich, die einen Blick auf das Gitter ermöglichen.
- Im offenen Torbogen ist eine Wappenfigur dargestellt.

Die Tür oder der/die Torflügel haben eine andere Tingierung als die Wappenfigur Tor oder das Bauwerk. 
In der Heraldik wird die Figur Tor auch nach Burgtor, Festungstor, Kirchentür, Byzantinisches Tor usw., unterschieden.

## Beispiele

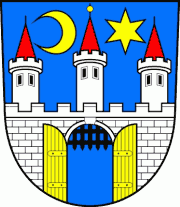
Blovice, offenes Tor
Bondo GR mit schwarzem Steinbock im Torbogen
mit gezogenem silbernem Gitter und goldenem Löwen im Wappen von Dillenburg
offenes Tor im Wappen von Dühren (Sinsheim)
Offenburg zeigt ein Redendes Wappen
Das Wappen von Plau am See kombiniert städtische Wehrhaftigkeit mit der Zugehörigkeit zur Herrschaft Parchim-Richenberg
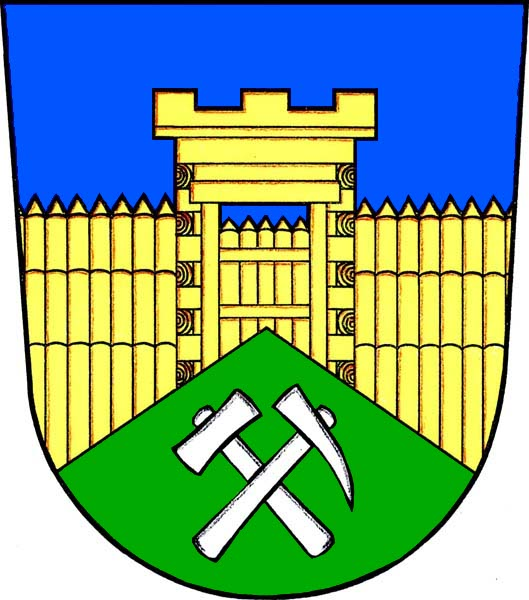
Geschlossenes Tor in einer Palisadenwand im Wappen von Srubec
Geöffnetes Flügeltor mit Hahn auf einem Dreiberg im Torbogen im Wappen von Suhl